# Dig vare pris och ära
Dig vare pris och ära är en psalm med text skriven omkring 820 av Teodulf av Orléans. Texten översattes till engelska 1851 av John Mason Neale. Texten översattes 1893 till svenska av Erik Nyström och bearbetades 1985 av  Göran Almlöf. Musiken till psalmen är skriven 1615 av Melchior Teschner.

## Publicerad i
- Psalmer och Sånger 1987 som nr 498 under rubriken "Kyrkoåret - Fastan".[1]